# Ernesto Endara
Ernesto Enrique Endara Estrada (Ciudad de Panamá, 29 de mayo de 1932), apodado como Neco, es un escritor, periodista, marino y bombero panameño. Es múltiples veces ganador del Premio Ricardo Miró en diversas categorías.

## Biografía
Se graduó de oficial de máquinas en la Escuela Náutica de Venezuela en 1952 y luego navegó por siete años en aguas de América, Europa y África. Regresó a Panamá y fungió como profesor en la Escuela Náutica de Panamá. También trabajó como inspector de calderas de la Oficina de Seguridad del Cuerpo de Bomberos de Panamá (1969-1992).
Como periodista, colaboró en el semanario cultural El Heraldo con diversos artículos, luego fue subdirector (1990-1999) y director (1999-2000) del mismo. También ha aportado con una columna semanal cultural en el diario El Panamá América.
Es uno de los escritores panameños más premiados en el Concurso Nacional de Literatura Ricardo Miró, ganando el primer lugar 17 veces en las categorías de cuento, novela, teatro y ensayo. Ganó el primer lugar en tres categorías simultáneamente en la edición de 2011 (novela, cuento y ensayo), marcando un récord en el certamen.
Adicionalmente, fue ganador del Premio Centroamericano de Literatura Rogelio Sinán (2001), del Concurso de Cuento César Candanedo y del Concurso Maga de cuento breve (1992 y 2001).

## Obras publicadas

### Premio Ricardo Miró[1]
- El gran rey de corazón negro (junto con César Jaramillo, 1956-57) - Tercer premio, sección teatro
- ¡Ay de los vencidos! (1960-61) - Segundo premio, sección teatro
- La mujer de sal (1963-64) - Mención honorífica, sección teatro
- El trono (1968-69) - Segundo premio, sección teatro
- Cerrado por duelo (1976) - Primer premio, sección cuento
- Una bandera (1977) - Primer premio, sección teatro
- Las aventuras de Piti Mini (1983) - Primer premio, sección cuento
- El fusilado (1983) - Primer premio, sección teatro
- Un lucero sobre el ancla (1985) - Primer premio, sección cuento
- Demasiadas flores para Rodolfo (1985) - Primer premio, sección teatro
- Donde es más brillante el sol (1990) - Primer premio, sección teatro
- Sir Henry, el pirata (1992) - Primer premio, sección teatro
- Tic ... Tac (1992) - Primer premio, sección novela
- In God We Trust (1995) - Primer premio, sección teatro
- Panamá milagrosa (1999) - Primer premio, sección cuento
- Con el diablo en el cuerpo y otros ensayos (2001) - Primer premio, sección ensayo
- La ciudad redonda (2005) - Primer premio, sección cuento
- Puedes llamarme Simón (2008) - Primer premio, sección teatro
- Una mente vagabunda (2012) - Primer premio, sección ensayo
- Viviendo de mis mentiras (2012) - Primer premio, sección novela
- Un final feliz y otros finales (2012) - Primer premio, sección cuento

### Otros[3]
- Sin tiempo para la piedad (1973) - Premio Itinerario de cuento
- Teatro 1960-1970: ¡Ay de los vencidos!, La mujer de sal, La piel del sueño (1983)
- Álbum de nostalgias (poesía, 1993)
- Promundi (teatro, 1997)
- Pantalones cortos (novela, 1997)
- Pantalones largos (novela, 1998)
- Tu amigo, Felipe (1998)
- Ida y vuelta (novela, 2001)
- Black & White (1992-1995) (artículos de opinión, 2001)
- Entrevistas al mar, la noche y los fantasmas (poesía, 2001)
- Receta para ser bonita y otros cuentos (2001) - Premio Centroamericano de Literatura Rogelio Sinán
- La noche, el mar y las entrevistas (2001)
- Por los caminos de la luz (2004)
- El carnaval de los duendes (2005)
- Ráfagas literarias - compendio de géneros literarios panameños (cuento, 2006)
- Blackjack (cuento, 2006)
- El veredicto (2014)
- Panamá Split (pantalones cortos / pantalones largos) (2015)

### Aparición en antologías[1]
- Antología del cuento andino (1984)
- Panamá: cuentos escogidos (1998)
- Los centroamericanos - antología de cuentos (2002)
- Gran diccionario de autores latinoamericanos de literatura infantil y juvenil (2010)
- Los panameños cuentan (2017)
- Cuentos de Panamá (2019)
- Semblanza múltiple del cuento en Panamá (2020)
- Pero mis brazos insisten en abrazar al mundo (2020)